# ドンハイ県
ドンハイ県（ドンハイけん、ベトナム語：Huyện Đông Hải / 縣東海）は、ベトナム社会主義共和国バクリエウ省の県。面積は579.63km²、人口は149,814人（2018年）である。

## 行政区画
1市鎮10社から構成される。